# Anolis bombiceps
Espèce
Synonymes
- Norops bombiceps (Cope, 1875)

Anolis bombiceps est une espèce de sauriens de la famille des Dactyloidae. 

## Répartition
Cette espèce se rencontre au Pérou, en Colombie et au Brésil en Amazonas.

## Publication originale
- Cope, 1875 : Report on the Reptiles brought by Professor James Orton from the middle and upper Amazon and western Peru. Journal of the Academy of Natural Sciences of Philadelphia, sér. 2, vol. 8, p. 159-183 (texte intégral).